# Lasker-Bloomberg Public Service Award
De Mary Woodard Lasker Award for Public Service is een van de vier Laskerprijzen die jaarlijks worden uitgereikt door de Lasker Foundation. 
De prijs stond tot 2000 bekend als de Albert Lasker Public Service Award, maar werd in 2000 hernoemd als eerbetoon aan diens vrouw, Mary Lasker.

## Winnaars
- 2017   Planned Parenthood
- 2015   Artsen zonder Grenzen
- 2013   Bill Gates and Melinda Gates
- 2011    The Clinical Center of the National Institutes of Health
- 2009   Michael Bloomberg
- 2007   Anthony Fauci
- 2005   Nancy Brinker
- 2003  	Christopher Reeve
- 2001 	William Foege
- 2000 	Betty Ford, Harold P. Freeman, David J. Mahoney, The Science Times of The New York Times en John Edward Porter
- 1995 	Mark O. Hatfield
- 1993 	Paul G. Rogers en Nancy Wexler
- 1991 	Robin Chandler Duke en Tip O'Neill
- 1989 	Lewis Thomas
- 1988 	Lowell P. Weicker, Jr.
- 1986 	Ma Haide (George Hatem)
- 1985 	Lane W. Adams en Ann Landers (Eppie Lederer)
- 1984 	Henry J. Heimlich
- 1983 	Maurice R. Hilleman en Saul Krugman
- 1979 	John Wilson
- 1978 	Elliot L. Richardson en Theodore Cooper
- 1976 	World Health Organization
- 1975 	Jules C. Stein
- 1973 	Warren Magnuson
- 1968 	Lister Hill
- 1967 	Claude Pepper
- 1966 	Eunice Kennedy Shriver
- 1965 	Lyndon Baines Johnson
- 1963 	Melvin R. Laird en Oren Harris
- 1960 	John B. Grant en Abel Wolman
- 1959 	Maurice Pate
- 1958 	Basil O'Connor
- 1957 	Frank G. Boudreau, C.J. Van Slyke en Reginald M. Atwater
- 1956 	William P. Shepard
- 1955 	Robert D. Defries, The Menninger Foundation, Nursing Services van de U.S. Public Health Service, Pearl McIver en Margaret G. Arnstein
- 1954 	Leona Baumgartner
- 1953 	Felix J. Underwood and Earle B. Phelps
- 1952 	G. Brock Chisholm and Howard A. Rusk
- 1951 	Florence R. Sabin
- 1950 	Eugene Lindsay Bishop
- 1949 	Marion W. Sheahan
- 1948 	R.E. Dyer and Martha M. Eliot
- 1947 	Alice Hamilton
- 1946 	Alfred Newton Richards en Fred L. Soper